# Oecismus monedula
Oecismus monedula là một loài Trichoptera trong họ Sericostomatidae. Chúng phân bố ở miền Cổ bắc.